# Bahnstrecke Charmes–Rambervillers
| Bahnhof La Verrerie de Portieux vor 1900 |                      |                                                                      |                                                                    |
| Streckenverlauf in Vosges |                      |                                                                      |                                                                    |
| Streckennummer (SNCF): | 163 (EST)            |                                                                      |                                                                    |
| Streckenlänge: | 27,9 km              |                                                                      |                                                                    |
| Spurweite: | 1435 mm (Normalspur) |                                                                      |                                                                    |
| |                      |                                                                      |                                                                    |
| \| \| \| Bahnstrecke Blainville-Damelevières–Lure von Blainville-Damelevières \| \| \| \| \| \| \| \| \| 0,0 \| Charmes (Vosges) \| 291 m \| \| \| \| \| \| \| \| 2,6 \| Bahnstrecke Blainville-Damelevières–Lure (Abzw. Langley) nach Lure \| Bahnstrecke Blainville-Damelevières–Lure (Abzw. Langley) nach Lure \| \| \| \| \| \| \| \| 5,x \| Portieux \| 293 m \| \| \| 8,3 \| La Verrerie-de-Portieux 312 m \| La Verrerie-de-Portieux 312 m \| \| \| 12,0 \| Moriville \| 345 m \| \| \| 14,1 \| Rehaincourt 338 m \| Rehaincourt 338 m \| \| \| 17,7 \| Ortoncourt \| 352 m \| \| \| 20,1 \| Moyemont \| 333 m \| \| \| 23,9 \| Romont \| 315 m \| \| \| \| \| \| \| \| \| Bahnstrecke Mont-sur-Meurthe–Bruyères von Mont-sur-Meurthe \| \| \| \| \| \| \| \| \| 27,5 \| Padozel (12 m) \| Padozel (12 m) \| \| \| 27,9 \| Rambervillers \| 289 m \| \| \| \| \| \| \| \| \| Bahnstrecke Mont-sur-Meurthe–Bruyères nach Bruyères \| \| |                      |                                                                      |                                                                    |
| |                      | Bahnstrecke Blainville-Damelevières–Lure von Blainville-Damelevières |                                                                    |
| |                      |                                                                      |                                                                    |
| Bahnhof | 0,0                  | Charmes (Vosges)                                                     | 291 m                                                              |
| |                      |                                                                      |                                                                    |
| Abzweig ehemals geradeaus und nach rechts | 2,6                  | Bahnstrecke Blainville-Damelevières–Lure (Abzw. Langley) nach Lure   | Bahnstrecke Blainville-Damelevières–Lure (Abzw. Langley) nach Lure |
| |                      |                                                                      |                                                                    |
| Haltepunkt / Haltestelle (Strecke außer Betrieb) | 5,x                  | Portieux                                                             | 293 m                                                              |
| Bahnhof (Strecke außer Betrieb) | 8,3                  | La Verrerie-de-Portieux 312 m                                        | La Verrerie-de-Portieux 312 m                                      |
| Haltepunkt / Haltestelle (Strecke außer Betrieb) | 12,0                 | Moriville                                                            | 345 m                                                              |
| Bahnhof (Strecke außer Betrieb) | 14,1                 | Rehaincourt 338 m                                                    | Rehaincourt 338 m                                                  |
| Haltepunkt / Haltestelle (Strecke außer Betrieb) | 17,7                 | Ortoncourt                                                           | 352 m                                                              |
| Bahnhof (Strecke außer Betrieb) | 20,1                 | Moyemont                                                             | 333 m                                                              |
| Bahnhof (Strecke außer Betrieb) | 23,9                 | Romont                                                               | 315 m                                                              |
| |                      |                                                                      |                                                                    |
| Abzweig geradeaus und von links (Strecke außer Betrieb) |                      | Bahnstrecke Mont-sur-Meurthe–Bruyères von Mont-sur-Meurthe           | Bahnstrecke Mont-sur-Meurthe–Bruyères von Mont-sur-Meurthe         |
| |                      |                                                                      |                                                                    |
| Brücke über Wasserlauf (Strecke außer Betrieb) | 27,5                 | Padozel (12 m)                                                       | Padozel (12 m)                                                     |
| Bahnhof (Strecke außer Betrieb) | 27,9                 | Rambervillers                                                        | 289 m                                                              |
| |                      |                                                                      |                                                                    |
| |                      | Bahnstrecke Mont-sur-Meurthe–Bruyères nach Bruyères                  |                                                                    |

Die Bahnstrecke Charmes–Rambervillers war eine eingleisige, knapp 28 km lange, französische Eisenbahnstrecke, die zwischen den beiden Gemeinden Charmes (Vosges) im Westen und Rambervillers bestand. Sie wurde 1871 eröffnet und bis 1939 größtenteils, 1962 endgültig geschlossen, war deshalb für das staatliche Eisenbahnunternehmen SNCF nie von Bedeutung. Heute erinnern nur vereinzelt Bahnhöfe und Brückenbauwerke an dieses Verkehrsrelikt.

## Geschichte
Für den Bau der beiden im Département Vosges gelegenen Gemeinden gründete sich 1866 die Chemin de fer de Rambervillers à Charmes. Im Unterschied zu heute war die östlichere Gemeinde und Zielpunkt der Strecke Rambervillers um etwa ein Viertel größer als die Gemeinde des Ausgangsbahnhofs, Charmes (Vosges) – heute ist es genau umgekehrt. An beiden Endpunkten knüpfte sie an andere Strecken an, im Westen an die 1857 eröffnete Bahnstrecke Blainville-Damelevières–Lure, im Osten an die erst 1902 (von Norden kommend) bzw. 1911 (nach Süden fortführend) fertiggestellte Bahnstrecke Mont-sur-Meurthe–Bruyères, beide unter Konzession der Chemins de fer de l’Est. Mehr als 30 Jahre hatte Rambervillers seinen Bahnanschluss also ausschließlich mithilfe dieser Verbindung.
Die sieben Konzessionäre der Bahngesellschaft unter der Präsidentschaft von François-Marc Retournard (1806–1874) setzten sich aus Unternehmern, Fabrikanten und Warenhändlern zusammen, die alle ein Interesse daran hatten, ihrer Heimatgemeinde Rambervillers einen besseren Anschluss an die Warenströme Frankreichs zu bieten. Die Konzession wurde am 23. August 1868 erteilt und schon gut drei Jahre später, am 16. September 1871 konnte die Strecke eröffnet werden. In La Verrerie-de-Portieux wurde die 1690 gegründete Glasfabrik Cristallerie de Portieux an das Schienennetz angeschlossen. Diese war der größte Anteilseigner an der Strecke.
Zwei Mal musste der Bahnverkehr aufgrund von Kriegen kurzfristig eingestellt werden. Zunächst 1870 bis 1871 während des Deutsch-Französischen Kriegs, dann rein präventiv etwa für drei Wochen vom 24. August bis zum 16. September 1914 zu Beginn des Ersten Weltkriegs. Am 1. Juni 1938 wurde der Verkehr zwischen La Verrerie-de-Portieux und Rambersillers, also fast auf der gesamten Länge, eingestellt. 1942 entfernten Deutsche Truppen die Gleise auf diesem Abschnitt und am 22. Dezember 1945 wurde er für entwidmet erklärt.